# 思秋期
「思秋期」（ししゅうき）は、1977年9月5日にビクター音楽産業からリリースされた岩崎宏美の11枚目のシングル。

## 背景
第19回日本レコード大賞・歌唱賞、第8回日本歌謡大賞・放送音楽賞受賞曲。後年、萩田光雄による編曲の別バージョンがレコード化された。紙ジャケット復刻アルバムのライナーノーツによれば、当初はこの別バージョンがシングルになる予定であった。
岩崎の高校卒業3か月後にレコーディングが行われたが、岩崎は歌詞の内容に気持ちが高ぶり泣いて歌えなくなり、レコーディングが取りやめになった。岩崎は作詞者の阿久悠に「おじさんの年齢（当時の阿久は40歳）の人が、何故自分の生活や心情が分かるのか不思議でならなかった」と話したが、阿久は自身の思い出については語らなかった。

## 収録曲
- 両楽曲共に、作詞：阿久悠／作曲・編曲：三木たかし

1. 思秋期（4分17秒）
2. 折れた口紅（ルージュ）（3分17秒）

## カバー
- 1994年、中森明菜（カバー・アルバム『歌姫』に収録）
- 2007年、ARAHIS（アルバム『メチター』に収録）
- 2008年、坂本冬美（アルバム『エンカのチカラ -SONG IS LIFE 70's-』に収録）
- 2008年、森山直太朗（アルバム『歌鬼 (Ga-Ki) 〜阿久 悠トリビュート〜』に収録）
- 2009年、ジェロ（ミニアルバム『COVERS2』に収録）
- 2010年、サエラ（アルバム『うた ～by 60 sixty 歌謡曲編』に収録）
- 2016年、春野寿美礼（アルバム『想〜スミレノーツ〜』に収録）[2]
- 2018年、宇都宮隆（アルバム『mile stone』に収録）
- 2020年、宮本浩次（カバーアルバム『ROMANCE』初回限定盤ボーナスCDに収録）
- 2024年、ClariS（アルバム『AUTUMN TRACKS -秋のうた-』に収録[3]）